# Hjallerup Hestemarked
Hjallerup Hestemarked er en dansk dokumentarisk optagelse fra 1943.

## Handling
Optagelser fra Hjallerup Hestemarked 1943. Hestene er linet op på række og geled. Købere vurderer hestene, sælgerne viser frem, handler afsluttes. Mange af hestene transporteres til og fra markedet på godsvogne. Der er boder, kroer, gynger og karruseller på markedspladsen.